# Malé Uherce
Malé Uherce és un poble i municipi d'Eslovàquia que es troba a la regió de Trenčín.

## Història
La primera menció escrita de la vila es remunta al 1274.

## Demografia
| Godina             | 1994 | 2004   | 2014   | 2024    |
| ------------------ | ---- | ------ | ------ | ------- |
| Nombre de persones | 698  | 728    | 715    | 859     |
| Diferència         |      | +4,29% | −1,78% | +20,13% |

| Godina             | 2023 | 2024   |
| ------------------ | ---- | ------ |
| Nombre de persones | 853  | 859    |
| Diferència         |      | +0,70% |